# Клотсинда
Клотсинда (фр. Clotsindis, Clotsend, Glodesind; 635—714) — аббатиса Маршьенского монастыря; святая, почитаемая Католической церковью (день памяти — 30 июня).
Святая Клотсинда была дочерью святых Адальбальда и Риктруды Маршьеннской. Воспитанная своей матерью, настоятельницей монастыря в Маршьене (Фландрия), она также стала аббатисой к 688 году.